# Los Hijos del Maiz
Los Hijos Del Maiz é o quinto álbum de estúdio do grupo mexicano Kinto Sol. O álbum foi lançado em 2007.

## Lista de músicas
| N.º | Título                   | Duração |  |
| 1.  | "Intro"                  | 0:25    |  |
| 2.  | "Frasco Lleno"           | 3:57    |  |
| 3.  | "Los Hijos Del Maiz"     | 6:17    |  |
| 4.  | "Mi Banda"               | 3:27    |  |
| 5.  | "Es Un Sueño"            | 3:51    |  |
| 6.  | "Naci Para Quererte"     | 4:42    |  |
| 7.  | "Me Siguen Buscando"     | 3:59    |  |
| 8.  | "Lo Que Luchamos"        | 4:49    |  |
| 9.  | "Jose El Azteca"         | 4:59    |  |
| 10. | "Puedo Quedar Sordo"     | 2:52    |  |
| 11. | "Pancho Plata (skit #1)" | 0:25    |  |
| 12. | "Directo Al Grano"       | 3:34    |  |
| 13. | "El Tiempo Pasa"         | 4:24    |  |
| 14. | "Hijos Del Tercer Mundo" | 3:58    |  |
| 15. | "Pancho Plata (skit #2)" | 1:30    |  |
| 16. | "Cuando Sale El Sol"     | 4:33    |  |
| 17. | "Lo Que No Tienen"       | 3:44    |  |
| 18. | "La Antorcha"            | 7:13    |  |

## Prêmio
Kinto Sol venceu o "Billboard Award 2008" na categoria "Melhor Hip-Hop do Ano" com o álbum "Los Hijos del Maíz".